# Interaktive Kunst

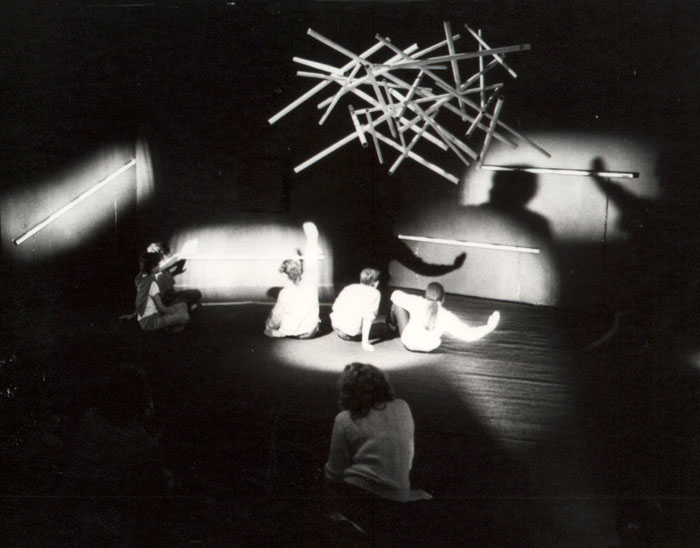
Chambre à Musique (1983), Jean-Robert Sedano und Solveig de Ory Montpellier (France)

The Tunnel under the Atlantic (1995), Maurice Benayoun, Virtual Reality Interaktive Installation : eine Verbindung zwischen Paris und Montreal

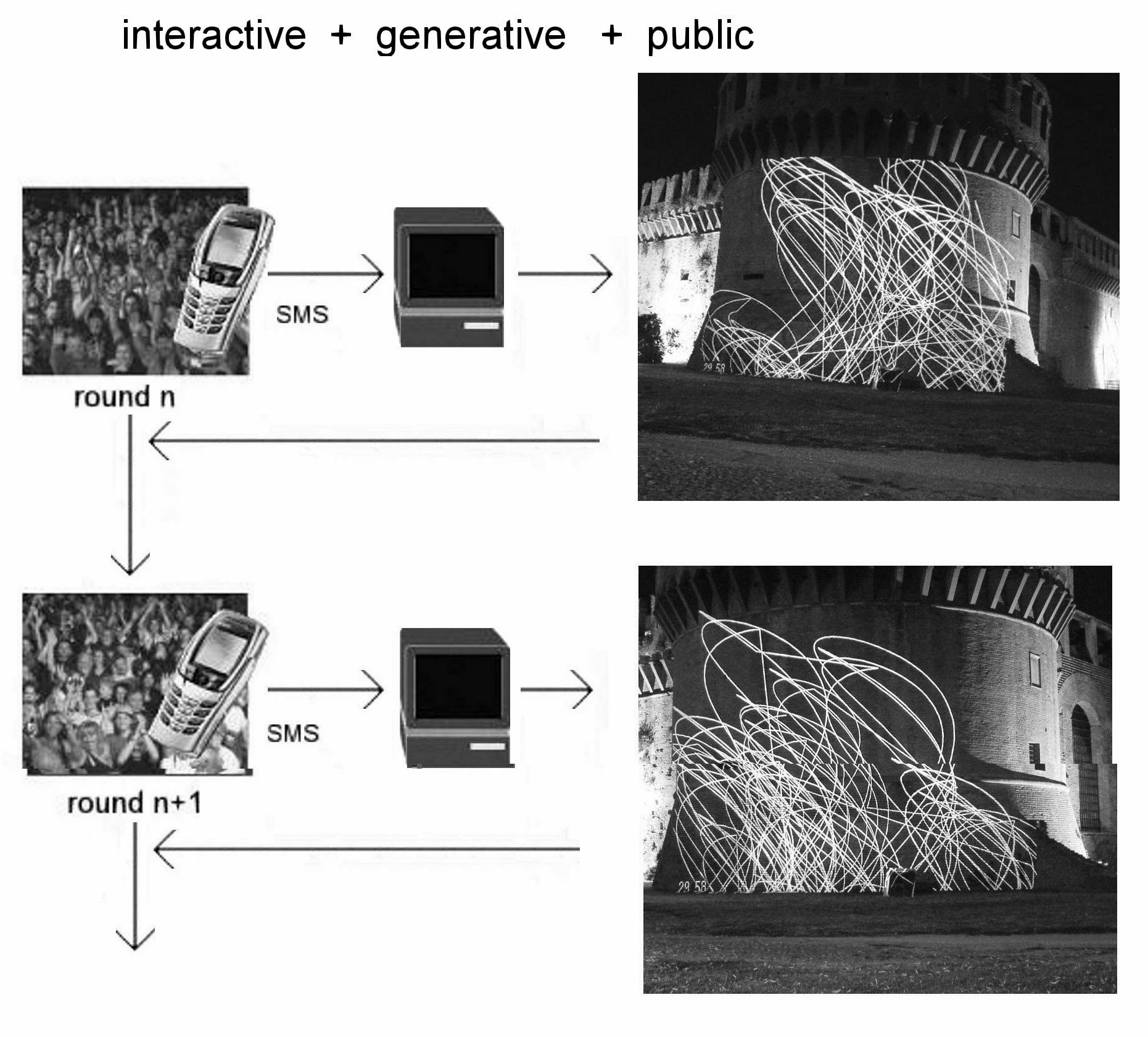
Maurizio Bolognini, Collective Intelligence Machines series (CIMs, von 2000): interaktive Installationen, die das Mobilfunknetz und Partizipationstechnologien aus der E-Demokratie nutzen.

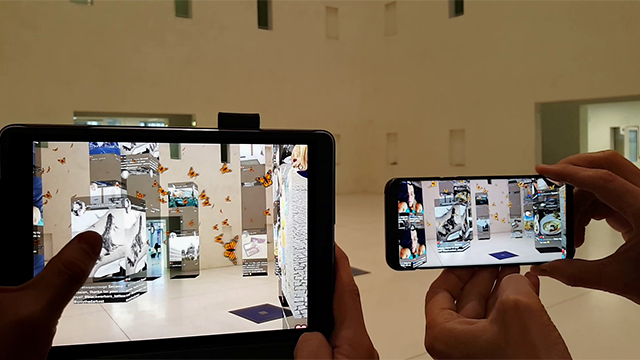
10.000 Moving Cities (2018), Marc Lee, Augmented Reality Multiplayer-Spiel, Kunst Installation

Interaktive Kunst ist eine Form der Kunst, bei der es zu einer Wechselwirkung zwischen dem Betrachter und dem Kunstwerk kommt. In der Regel handelt es sich um computergestützte Arbeiten, die eine dialogartige Situation zwischen Werk und Betrachter herstellen.
Obwohl einige der frühesten Beispiele interaktiver Kunst bis in die 1920er Jahre zurückreichen, hielten die meisten interaktiven Kunstwerke ihren offiziellen Einzug in die Kunstwelt erst Ende der 1990er Jahre. Seit diesem Debüt haben viele Museen und Kulturinstitutionen die interaktiven Werke in ihre Sammlungen und Produktionen aufgenommen. 
Zu den wichtigen Pionierkünstlern auf dem Feld der interaktiven Kunst zählen Myron Krueger, Jeffrey Shaw, David Rokeby, Lynn Hershman Leeson sowie Grahame Weinbren.

## Interaktivität in der Kunst

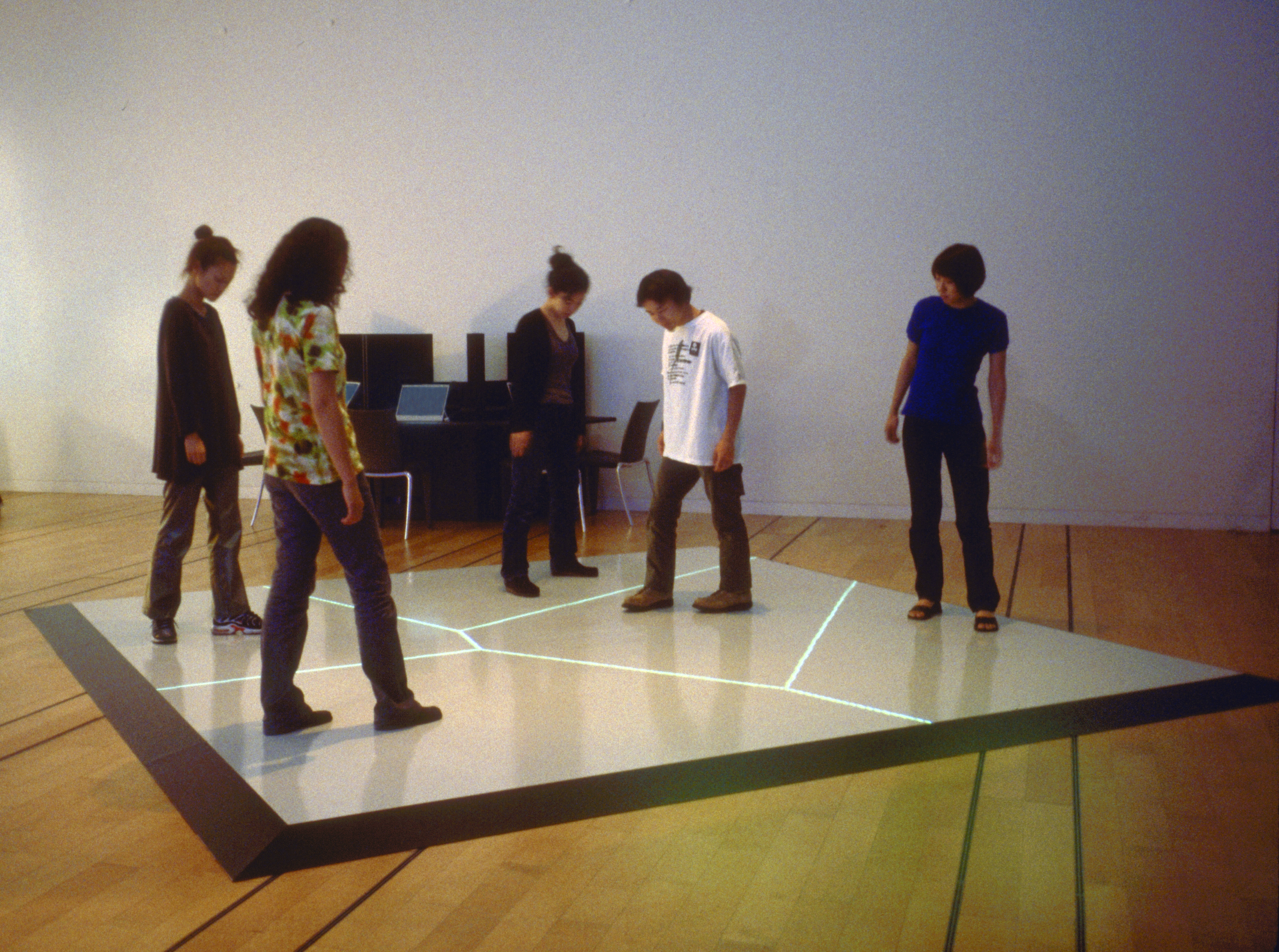
Boundary Functions (1998) interaktive Fußbodenprojektion von Scott Snibbe im NTT InterCommunication Center in Tokio.

Interaktive Kunst ist eine Kunstgattung, bei der die Betrachter in irgendeiner Weise teilnehmen, indem sie einen Input liefern, um das Ergebnis zu bestimmen. In der Regel ist das Kunstwerk so ausgelegt, dass nur ein einziger Betrachter in Aktion tritt und das Stück vervollständigt. Im Gegensatz zu traditionellen Kunstformen, bei denen die Interaktion des Zuschauers lediglich ein mentales Ereignis ist, ermöglicht die Interaktivität verschiedene Arten der Navigation, der Montage und/oder des Beitrags zu einem Kunstwerk, was weit über eine rein psychologische Aktivität hinausgeht. Interaktivität als Medium produziert Bedeutung.
Interaktive Kunstinstallationen sind in der Regel computerbasiert und stützen sich häufig auf Sensoren, die Dinge wie Temperatur, Bewegung, Nähe und andere meteorologische Phänomene messen, die der Hersteller programmiert hat, um auf der Grundlage der Aktion der Teilnehmer Reaktionen hervorzurufen. Bei interaktiven Kunstwerken arbeiten sowohl das Publikum als auch die Maschine im Dialog zusammen, um für jedes Publikum ein völlig einzigartiges Kunstwerk zu schaffen, das es beobachten kann. Allerdings visualisieren nicht alle Beobachter das gleiche Bild. Da es sich um interaktive Kunst handelt, nimmt jeder Beobachter seine eigene Interpretation des Kunstwerks vor, und diese kann völlig anders sein als die Ansichten eines anderen Beobachters.
Interaktive Kunst kann von generativer Kunst dadurch unterschieden werden, dass sie einen Dialog zwischen dem Kunstwerk und dem Teilnehmer darstellt, d. h. der Teilnehmer hat die Möglichkeit oder die Fähigkeit, auch unbeabsichtigt auf das Kunstwerk einzuwirken, und wird darüber hinaus eingeladen, dies im Kontext des Werkes zu tun, d. h. das Werk ermöglicht die Interaktion. In immer mehr Fällen kann eine Installation als eine ansprechende Umgebung definiert werden, insbesondere wenn sie von Architekten und Designern geschaffen wurde. Im Gegensatz dazu neigt Generative Kunst, die interaktiv sein kann, aber nicht per se ansprechbar ist, zu einem Monolog – das Kunstwerk kann sich in der Gegenwart des Betrachters verändern oder entwickeln, aber der Betrachter wird nicht eingeladen, sich an der Reaktion zu beteiligen, sondern sie lediglich zu genießen.

## Geschichte
Nach dem Künstler und Theoretiker der neuen Medien, Maurice Benayoun, sollte das erste Werk interaktiver Kunst die Arbeit sein, die Parrhasius während seines von Plinius beschriebenen Kunstwettbewerbs mit Zeuxis im fünften Jahrhundert v. Chr. geschaffen hat, als Zeuxis versuchte, den gemalten Vorhang zu enthüllen. Das Werk erhält seine Bedeutung durch die Geste von Zeuxis und würde ohne sie nicht existieren. Zeuxis wurde durch seine Geste Teil von Parrhasius’ Werk. Dies zeigt, dass die Besonderheit interaktiver Kunst oft weniger in der Verwendung von Computern liegt als in der Qualität der vorgeschlagenen „Situationen“ und der Einbeziehung des „Anderen“ in den Prozess der Sinngebung. Nichtsdestotrotz erleichterten Computer und Echtzeit-Computer die Aufgabe und öffneten das Feld der Virtualität – das potenzielle Auftauchen unerwarteter (wenn auch möglicherweise vorformulierter) Zukünfte – für die zeitgenössische Kunst.
Einige der frühesten Beispiele für interaktive Kunst wurden bereits in den 1920er Jahren geschaffen. Ein Beispiel ist Marcel Duchamps Arbeit namens Rotary Glass Plates. Das Kunstwerk verlangte vom Betrachter, die Maschine einzuschalten und in einem Abstand von einem Meter zu stehen, um eine optische Täuschung zu sehen.
Die heutige Idee der interaktiven Kunst begann in den 1960er Jahren aus teilweise politischen Gründen stärker zu florieren. Damals hielten es viele Menschen für unangemessen, dass Künstler die einzige schöpferische Kraft in ihren Werken tragen. Die Künstler, die diese Ansicht vertraten, wollten dem Publikum ihren eigenen Teil dieses kreativen Prozesses ermöglichen. Ein frühes Beispiel dafür sind die Change-Paintings von Roy Ascott aus den frühen 1960er Jahren, über die Frank Popper geschrieben hat: „Ascott gehörte zu den ersten Künstlern, die einen Aufruf zur totalen Beteiligung des Publikums lancierten“. Abgesehen von der „politischen“ Sichtweise war es auch eine gängige Weisheit, dass Interaktion und Engagement eine positive Rolle im kreativen Prozess spielten.
In der interaktiven Kunst finden sich viele Elemente, die maßgeblich die Bildende Kunst der 1970er Jahre prägte. Dazu zählen die Computerwissenschaft, das Expanded Cinema, die Klangkunst, ortsbezogene Arbeiten, Performances sowie Experimentalfilm und Video. Künstler und Künstlerinnen begannen, mit neuen Technologien zu experimentieren und diese für eine Interaktion nutzbar zu machen.
Interaktive Kunst wurde durch das Aufkommen der computergestützten Interaktivität in den 1990er Jahren zu einem großen Phänomen. Damit einher ging eine neue Art von Kunsterfahrung. Publikum und Maschine konnten nun leichter im Dialog zusammenarbeiten, um für jedes Publikum ein einzigartiges Kunstwerk zu schaffen. 1990 führte das Linzer Festival Ars Electronica die Kategorie der "Interaktiven Kunst" ein, wodurch sich der Begriff in der Kunstwelt etablierte. In den späten 1990er Jahren begannen Museen und Galerien, die Kunstform zunehmend in ihre Ausstellungen einzubeziehen, einige widmeten ihr sogar ganze Ausstellungen. Dies setzt sich bis heute fort und expandiert nur aufgrund der zunehmenden Kommunikation über digitale Medien. Eine zentrale Institution zur Vermittlung und Sammlung interaktiver Arbeiten ist das 1989 gegründete Zentrum für Kunst und Medien (ZKM) in Karlsruhe.
In den letzten 10 bis 15 Jahren ist eine hybride, aufstrebende Disziplin entstanden, die sich auf die gemeinsamen Interessen bestimmter Künstler und Architekten stützt. Die Grenzen zwischen den Disziplinen verschwammen. Eine beträchtliche Anzahl von Architekten und interaktiven Designern beteiligte sich zusammen mit Elektronikkünstlern an der Schaffung neuer, maßgeschneiderter Schnittstellen und an der Weiterentwicklung von Techniken zur Gewinnung von Benutzereingaben, etwa alternative Sensoren und Stimmanalyse, sowie an der Entwicklung von Formen und Werkzeugen für die Informationsdarstellung wie Videoprojektion, Laser, robotische und mechatronische Aktoren und LED-Beleuchtung. Sie schufen Modi für die Mensch-Mensch- und Mensch-Maschine-Kommunikation, etwa über das Internet und andere Telekommunikationsnetze, und entwickelten soziale Kontexte für interaktive Systeme, utilitaristische Werkzeuge, formale Experimente, Spiele und Unterhaltung, Gesellschaftskritik und Maßnahmen zur politischen Befreiung.

## Formen
Es gibt viele verschiedene Formen der interaktiven Kunst. Solche Formen umfassen interaktiven Tanz, Musik und sogar Drama. Neue Technologien, vor allem Computersysteme und Computertechnologie, haben eine neue Art der interaktiven Kunst ermöglicht. Beispiele für solche Kunst sind die Installationskunst, die interaktive Architektur, der interaktive Film und das interaktive Geschichtenerzählen. Einige Werke spielen mit der Immersion, wie die Virtual-Reality-Umgebungen von Maurice Benayoun und Jeffrey Shaw, die alle Wahrnehmungsfelder der Betrachter einnehmen.

## Einfluss
Die ästhetische Wirkung der interaktiven Kunst ist tiefgreifender als erwartet.
Die Befürworter der „traditionelleren“ zeitgenössischen Kunst sahen in der Verwendung von Computern eine Möglichkeit, künstlerische Defizite auszugleichen, andere meinen, dass die Kunst nicht mehr in der Erreichung der formalen Form des Werkes besteht, sondern in der Gestaltung der Regeln, die die Entwicklung der Form je nach der Qualität des Dialogs bestimmen.

## Veranstaltungen
Es gibt eine Reihe von weltweit bedeutenden Festivals und Ausstellungen der interaktiven und Medienkunst. Der Prix Ars Electronica ist ein bedeutender jährlicher Wettbewerb und eine Ausstellung, die herausragende Beispiele (technologiegetriebener) interaktiver Kunst auszeichnet. Zu den Preisträgern gehören unter anderem die Association of Computing Machinery’s Special Interest Group in Graphics (SIGGRAPH), das DEAF Dutch Electronic Arts Festival, die Transmediale, FILE – Electronic Language International Festival Brasilien und das AV Festival England.
Das CAiiA, Centre for Advanced Inquiry in the Interactive Arts, das 1994 von Roy Ascott an der University of Wales, Newport, und später im Jahr 2003 als Planetary Collegium gegründet wurde, war das erste Doktoranden- und Postdoc-Forschungszentrum, das speziell für die Forschung im Bereich der interaktiven Kunst eingerichtet wurde.
Interaktive Architektur ist inzwischen an und als Teil von Gebäudefassaden, in Foyers, Museen und großflächigen öffentlichen Räumen, einschließlich Flughäfen, in einer Reihe von Städten weltweit installiert worden. Eine Reihe führender Museen, z. B. die National Gallery, das Tate, das Victoria & Albert Museum und das Science Museum in London (um die führenden britischen Museen in diesem Bereich zu nennen) waren frühe Anwender auf dem Gebiet der interaktiven Technologien und investierten in Bildungsressourcen und in jüngerer Zeit in die kreative Nutzung von MP3-Playern für Besucher. Im Jahr 2004 beauftragte das Victoria & Albert Museum die Kuratorin und Autorin Lucy Bullivant, das Werk Responsive Environments (2006) zu schreiben, die erste Publikation dieser Art. Interaktive Designer werden häufig für Museumsdisplays in Auftrag gegeben; einige von ihnen sind auf tragbare Computer spezialisiert.

## Werkzeuge
- Wiring, die erste Open-Source-Plattform für Elektronik-Prototypen, die aus einer Programmiersprache, einer integrierten Entwicklungsumgebung (IDE) und einem Einplatinen-Mikrocontroller besteht. Sie wurde ab 2003 von Hernando Barragán entwickelt und unter dem Namen Arduino berühmt.
- Arduino Physical Computing/Elektronik-Toolkit für interaktive Objekte und Installationen
- I-CubeX Sensoren, Aktoren und Schnittstellen für interaktive Medien
- Max/MSP-Programmiersprache für interaktive Medien
- Processing (Programmiersprache), die für viele interaktive Kunstprojekte verwendet wird
- OpenFrameworks – Open-Source-Werkzeug ähnlich wie Processing, das für viele interaktive Projekte verwendet wird
- Pure Data – Open-Source-Programmiersprache für interaktive Computermusik und Multimedia-Werke
- vvvv – nodebasierte visuelle Programmierung zur interaktiven Mediensteuerung